# Tor-Cairn

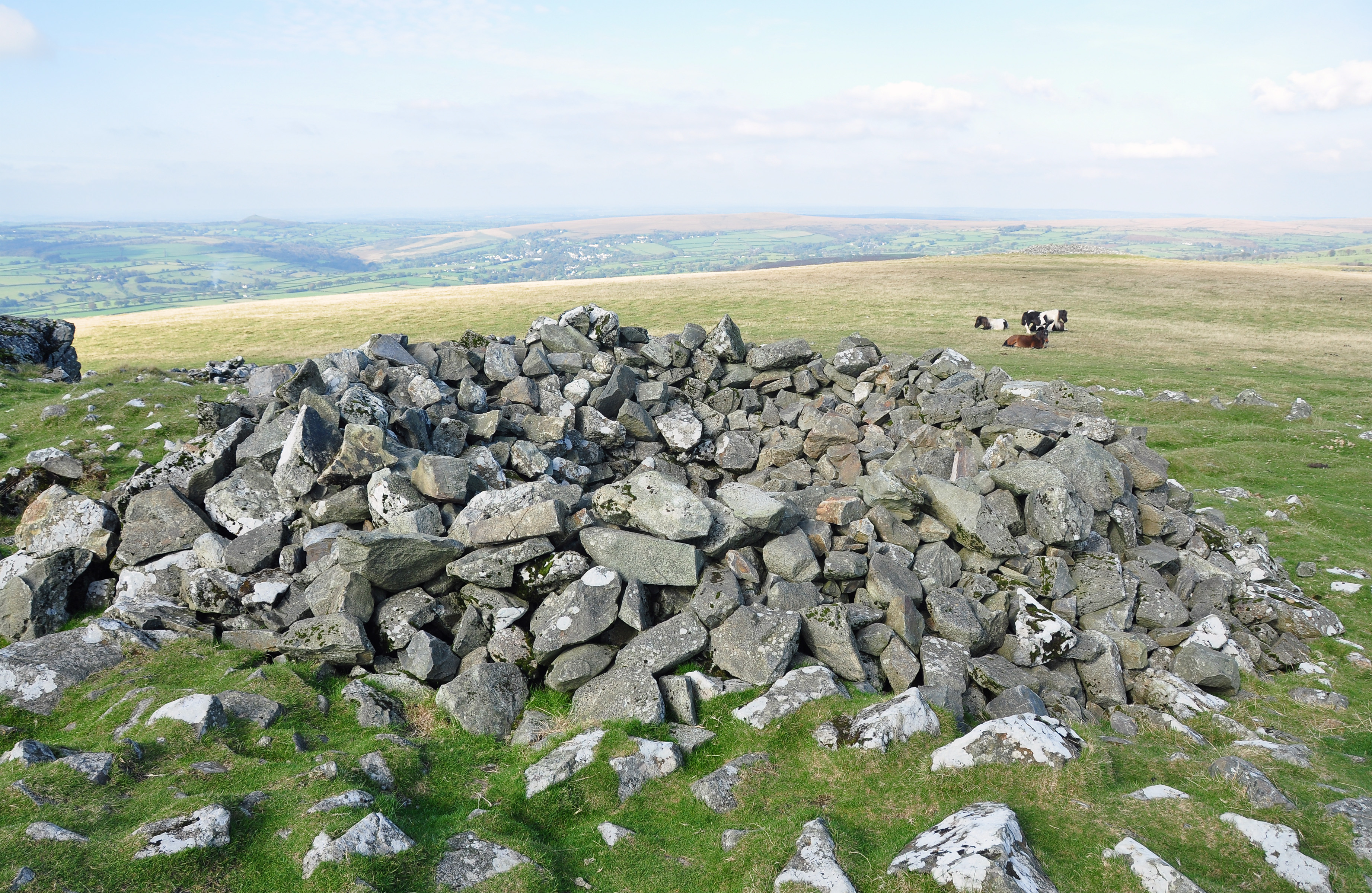
Cox Tor-Cairn – Plattform aus losen Steinen

Ein Tor-Cairn ist eine prähistorische Kultstätte auf den Britischen Inseln, vor allem in Cornwall und Devon aber auch in Wales. Sie besteht aus einer Plattform oder einer runden Einfassung aus Steinen um einen Tor. Die Durchmesser der etwa 35 bekannten mitunter von einem Graben umgebenen Tor-Cairns reichen von 12 bis über 30 m. Ihre Höhen variieren zwischen 0,5 m und 4,0 m. Es gibt in der Regel einen Zugang zum umschlossenen Bereich und Gruben zwischen dem Aufschluss und der Einfassung.
Funde von Werkzeugen aus Feuerstein, Keramik, Kies und Quarz sowie Waffen und Schmuck aus Bronze haben es ermöglicht die Anlagen in die frühe Bronzezeit (frühe 2. Jahrtausend v. Chr.) zu datieren.
Beispiele sind: Alex Tor, Catshole Tor, Corndon Tor, Cox Tor, Hameldown Tor, Leather Tor, Limsboro Cairn, Rough Tor, Tolborough Tor, Top Tor, Tregarrick Tor, White Tor (Peter Tavy) und Yes Tor.